# Лабрис
Лабрис (грч. λάβρυς) је античко оружје, минојска двострука секира. Представљала је један од светих религијских симбола, најчешће направљена од бронзе. Велике двоструке секире коришћене су у ритуалном жртвовању бикова. На Криту, у Кнососу се према легенди налазио дворац краља Миноса, назван „Палата секира” или „лабиринтос”. На зидовимана су на многим местима биле уклесане секире као религијски амблеми. Дворац карактерише замршена унутрашња структура, због чега је реч „лавиринт” је поистовећена са компликованом грађевином. Према легенди у лавиринту је био затворен Минотаур. 